# Gaig terrestre cap-rogenc
El gaig terrestre cap-rogenc (Atelornis crossleyi) és una espècie d'ocell de la família dels braquipteràcids (Brachypteraciidae) que habita entre la malesa i rames mortes del pi inferior de la selva humida de Madagascar.